# Liste der Biografien/Juc
Liste der Biografien |
Portal Biografien |
Personensuche
# |
A |
B |
C |
D |
E |
F |
G |
H |
I |
J |
K |
L |
M |
N |
O |
P |
Q |
R |
S |
T |
U |
V |
W |
X |
Y |
Z |
?
 
Ja |
Jb |
Jd |
Je |
Jh |
Ji |
Jj |
Jl |
Jn |
Jm |
Jo |
Jp |
Jr |
Js |
Jt |
Ju |
Jv |
Jw |
Jy
 
Jua |
Jub |
Juc |
Jud |
Jue |
Juf |
Jug |
Juh |
Jui |
Juj |
Juk |
Jul |
Jum |
Jun |
Juo |
Jup |
Jur |
Jus |
Jut |
Juu |
Juv |
Juw |
Jux |
Juy |
Juz
Die Liste der Biografien führt alle Personen auf, die in der deutschsprachigen Wikipedia einen Artikel haben. Dieses ist eine Teilliste mit 58 Einträgen von Personen, deren Namen mit den Buchstaben „Juc“ beginnt.

## Juc

### Juca
- Jučas, Jonas (* 1952), litauischer Chordirigent und Politiker

### Juce
- Jučers, Māris (* 1987), lettischer Eishockeytorwart
- Jucevičius, Kęstutis (* 1968), litauischer Jurist
- Jucewicz, Leon (1902–1984), polnischer Eisschnellläufer

### Juch
- Juch, Carl Wilhelm (1774–1821), deutscher Mediziner, Chemiker, Naturforscher und Apotheker
- Juch, Dirk (* 1966), deutscher Fußballmanager, -trainer und -spieler
- Juch, Ernst (1838–1909), österreichischer Maler, Zeichner, Bildhauer, Illustrator und Karikaturist
- Juch, Heinz (1920–2013), deutscher SED-Funktionär
- Juch, Hermann (1908–1995), österreichischer Jurist, Sänger und Operndirektor
- Juch, Karl (1911–1994), deutscher Lehrer und Künstler
- Juch, Otto (1876–1964), österreichischer Finanzminister der Ersten Republik
- Juchacz, Marie (1879–1956), deutsche Sozialreformerin, Frauenrechtlerin und Politikerin (SPD), MdRMarie Juchacz (1879–1956)

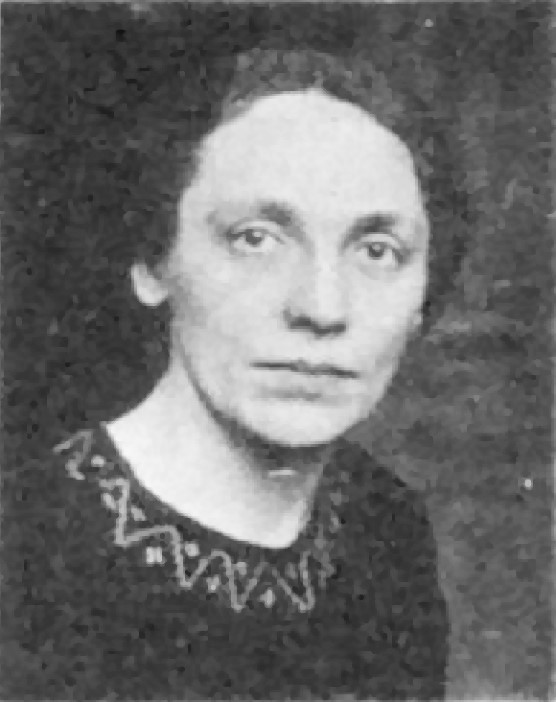
Marie Juchacz (1879–1956)

- Juchault des Jamonières, Charles (1902–1970), französischer Sportschütze
- Juchem, Dirko (* 1961), deutscher Jazzmusiker
- Juchem, Franz Josef (1934–2023), deutscher Unternehmer
- Juchem, Johann Georg (1939–2003), deutscher Hochschullehrer und Wegbereiter der Kommunikationstheorie
- Juchem, Matthias, deutscher Opernsänger (Tenor)
- Juchem, Peter (* 1969), deutscher Eishockeyspieler
- Juchem, Wolfgang (* 1940), deutscher Revisionist des rechtsextremen Spektrums
- Juchem-Grundmann, Constanze (* 1976), deutsche Fremdsprachendidaktikerin (Fachdidaktik Englisch)
- Juchems, Markus (* 1975), deutscher Radiologe
- Juchems, Rudolf (1929–2008), deutscher Mediziner und Kardiologe
- Jüchen, Aurel von (1902–1991), deutscher evangelisch-lutherischer Theologe
- Juchheim, Karl Joseph Wilhelm (1886–1945), deutscher Konditor
- Juchhoff, Rudolf (1894–1968), deutscher Bibliothekar
- Juchler, Ingo (* 1962), deutscher Politikwissenschaftler und -didaktiker
- Juchli, Liliane (1933–2020), Schweizer Ordensschwester und PflegewissenschaftlerinLiliane Juchli (1933–2020)

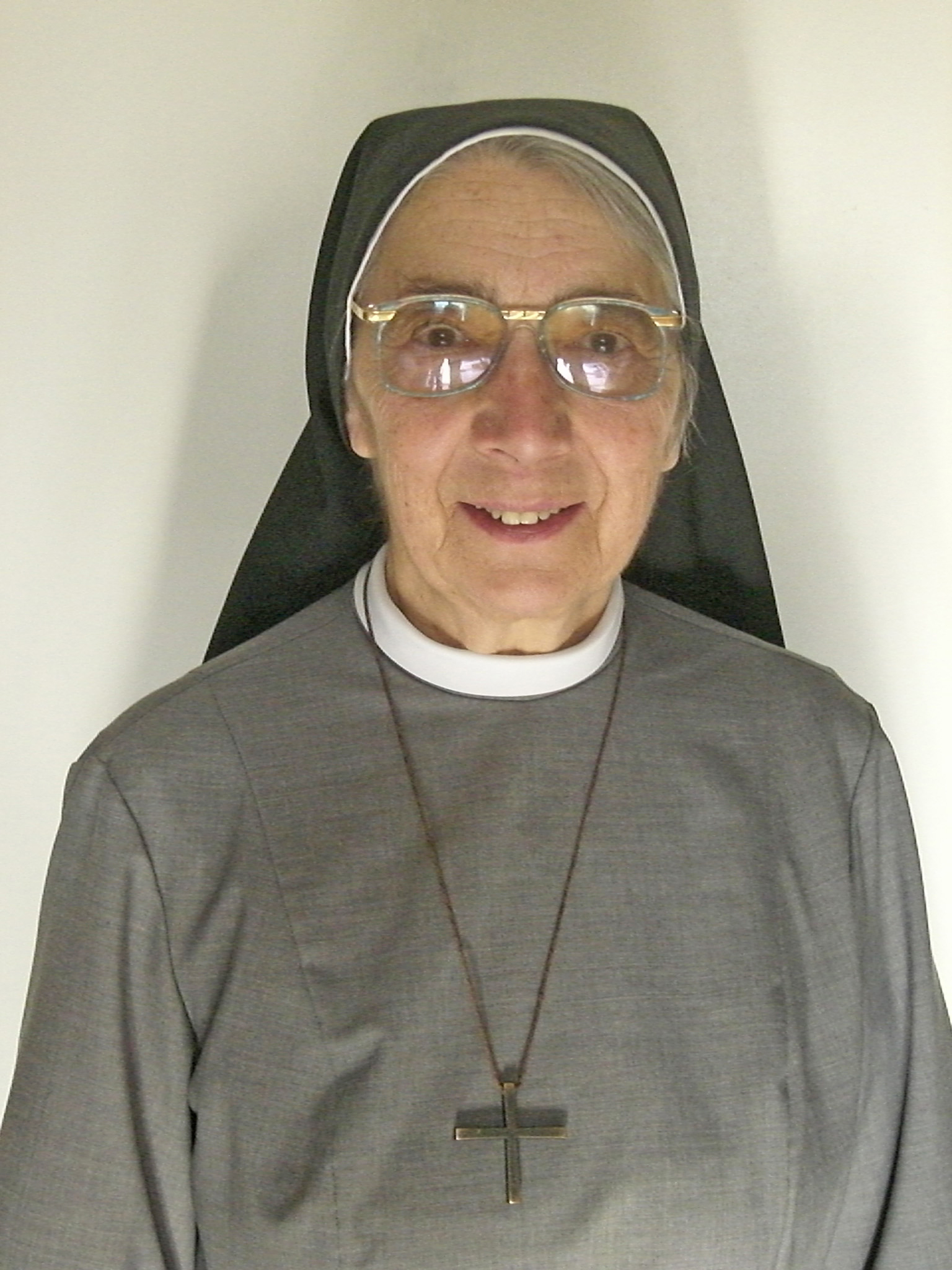
Liliane Juchli (1933–2020)

- Juchnowskyj, Ihor (1925–2024), sowjetisch-ukrainischer Wissenschaftler, Politiker und Staatsmann
- Jucho, Caspar Heinrich (1843–1906), deutscher Ingenieur und Unternehmer
- Jucho, Friedrich Siegmund (1805–1884), deutscher Jurist und Politiker
- Jucho, Heinrich (1878–1932), deutscher Ingenieur und Unternehmer
- Jüchser, Hans (1894–1977), deutscher Maler und Grafiker
- Juchum, Gerhard (1932–1977), rumänischer Tierarzt und Bildhauer mit deutscher Abstammung

### Juci
- Jucilei (* 1988), brasilianischer Fußballspieler
- Jucius, Vytautas (* 1963), litauischer Politiker

### Juck
- Juckel, Georg (* 1961), deutscher Psychiater
- Juckel, Lothar (1929–2005), deutscher Architekt und Herausgeber
- Juckel, Nelly (* 2002), deutsche Fußballspielerin
- Juckel, Robert (* 1981), deutscher Geräteturner
- Juckenack, Christian (* 1959), deutscher Politiker, Staatssekretär in Thüringen
- Juckenburg, Luzie (* 1997), deutsche Schauspielerin, Sängerin und YouTuberin
- Jucker, Albert (1844–1885), Schweizer Unternehmer
- Jucker, Andreas H. (* 1957), Schweizer Anglist, Linguist und Hochschullehrer
- Jucker, Carl Jacob (1902–1997), Schweizer Silberschmied und Produktdesigner
- Jucker, Hans (1918–1984), Schweizer Klassischer Archäologe
- Jucker, Hans (1946–2011), Schweizer Sportreporter und TV-Moderator
- Jucker, Ines (1922–2013), Schweizer Klassische Archäologin
- Jucker, Mathias (* 1961), Schweizer Neurowissenschaftler und Hochschullehrer
- Jucker, Rama (* 1935), Schweizer Cellist
- Jucker, Sita (1921–2003), Schweizer Illustratorin
- Jucker, Urs (* 1973), Schweizer Schauspieler
- Jucker-Staehelin, Paul Benedikt (1907–1992), Schweizer Arzt
- Jucknies, Edelgard (1940–2002), deutsche Fernsehansagerin
- Juckoff, Paul (1874–1936), deutscher Bildhauer
- Jucks, Regina (* 1970), deutsche Psychologin
- Jückstock, Ines (* 1972), deutsche Voltigiererin

### Jucu
- Jucunda von Nikomedia, Märtyrerin und Heilige

### Jucy
- Jucys, Adolfas (1904–1974), litauischer Physiker